# العلاقات الألمانية السعودية

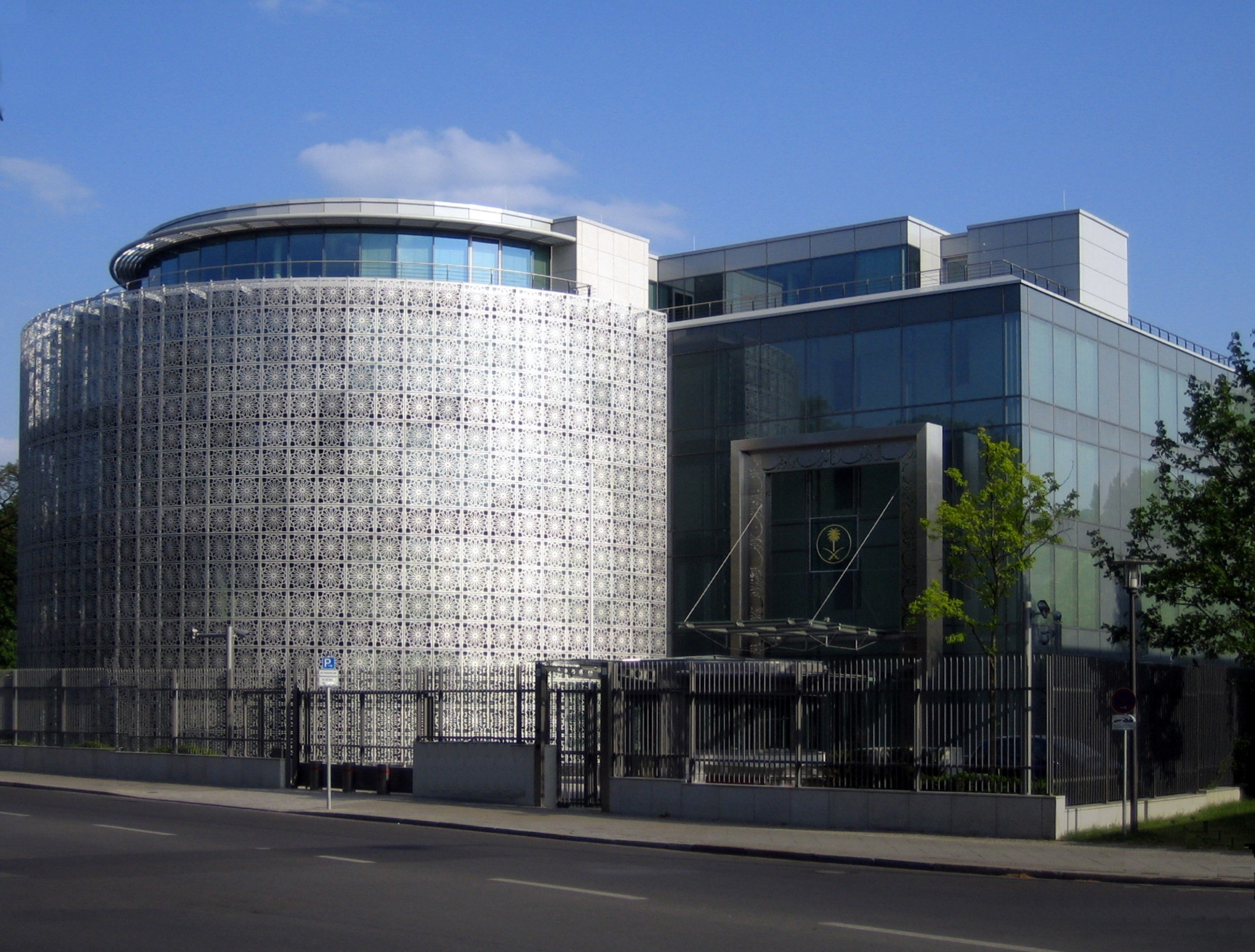
سفارة المملكة العربية السعودية في العاصمة الألمانية برلين.

تشير إلى جملة العلاقات الثنائية بين الـمملكة العربية الـسعودية وجمهوريـة ألمانيا الإتحادية. كلا الدولتين أعضاء في مجموعة العشرين ومنظمة الأمم المتحدة. وتعتبر العلاقة بين البلدين أنموذجا يحتذي به على كافة الأصعدة إذ تسعى حكومتي البلدين في جميع المحافل العالمية والمؤتمرات الدولية على التعاون بما يحقق القانون الدولي العام والأمن والسلم العالميين في كافة أرجاء العالم.

## التاريخ

### الحرب العالمية الأولى
عند نشوب الحرب العالمية الأولى تحالفت ألمانيا مع السلطنة العثمانية لتوجيه ضربة إلى نقاط الارتكاز البريطانية في مصر والهند فشتنا معا هجوما على قناة السويس في آب 1914م و لم تنجح المحاولات الألمانية لدفع المصريين لثورة ضد بريطانيا وأخفق الهجوم، نتيجة لذلك حاول الألمان في شبه الجزيرة العربية أن يستميلوا الملك عبدالعزيز آل سعود والملك حسين بن علي في نجد والحجاز إلى صفهم وقد أحرزوا بعض النجاح مع الملك عبدالعزيز بعد أن توصلوا إلى عقد هدنة بينه و بين آل رشيد حكام إمارة جبل شمر و لكن بريطانيا أفشلت هذه الهدنة وأرسلت المقيم البريطاني في العراق برسي كوكس في أواخر عام 1915م للتفاوض مع الملك عبدالعزيز وتم عقد معاهدة دارين في القطيف والتي بموجبها حصل الملك على مساعدات مالية و تسليحية بريطانية لإستئناف القتال ضد إمارة جبل شمر المتحالفة مع السلطنة العثمانية وألمانيا

### الثلاثينات و الحرب العالمية الثانية

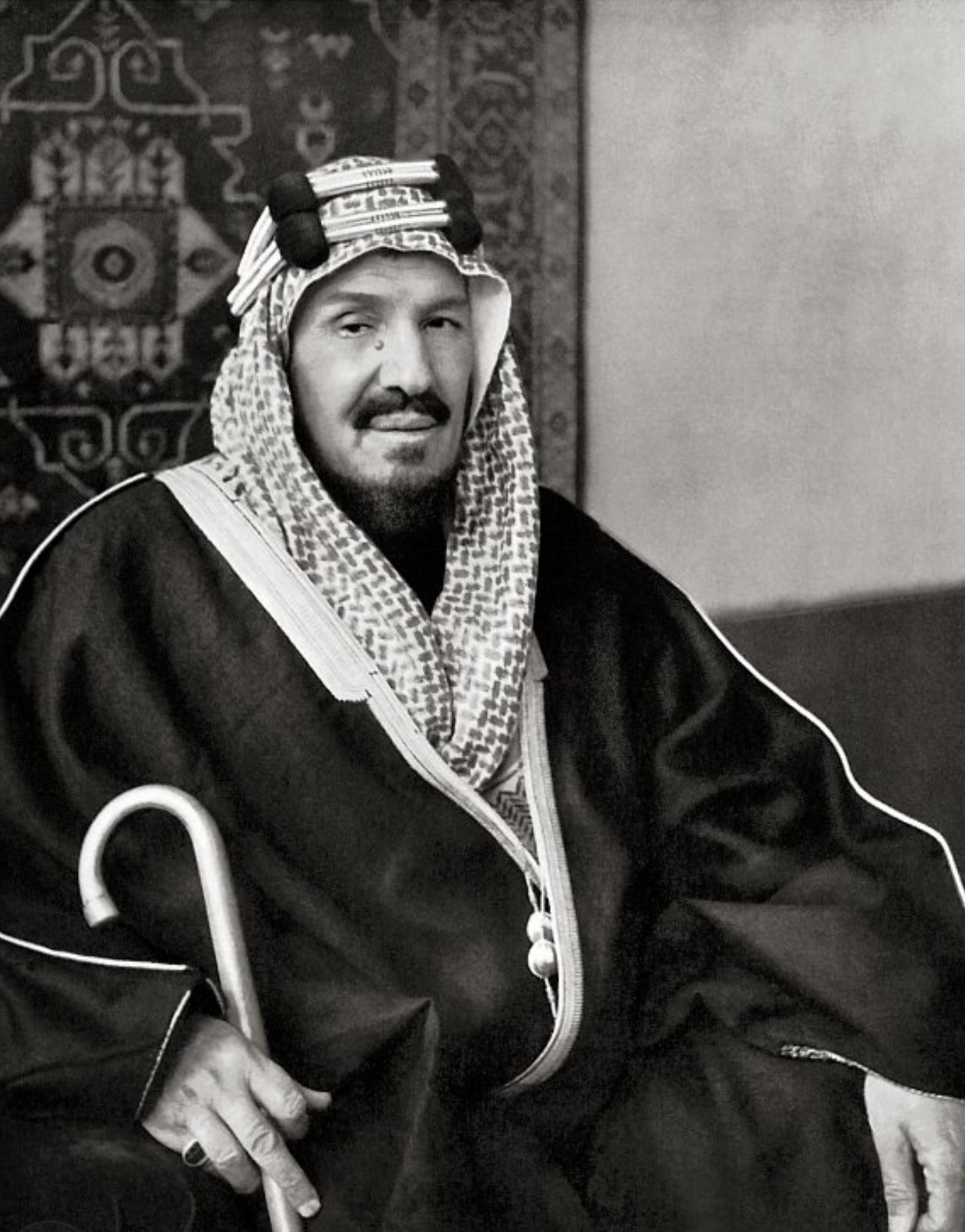
الملك عبدالعزيز آل سعود

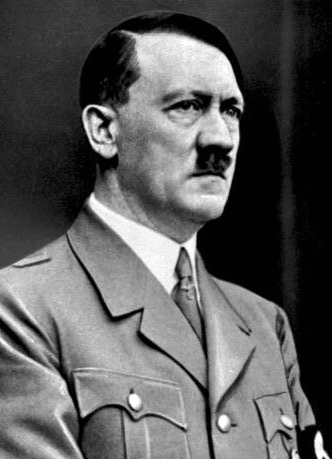
الزعيم الألماني أدولف هتلر

أرسل الملك عبدالعزيز، إلى فرتز جروبا (Fritz Grobba)، ممثل ألمانيا في بغداد، رسالة يوضح فيها رغبة المملكة العربية السعودية في إقامة علاقات سياسية بحكومة الرايخ الثالث (Third Reich) الألماني، ويشرح فيها موقفه من القضية الفلسطينية، والقضايا العربية الراهنة ، كان أول تواصل سياسي بين هتلر والعرب عندما أرسل الملك عبدالعزيز مستشاره خالد الهود لبرلين للقاء أدولف هتلر لبحث إمكانية شراء المملكة لأسلحة ألمانية لتزويد الفلسطينيين بها ، لكن الألمان رفضوا تزويد المملكة العربية السعودية بالسلاح، متذرعين بأنهم لن يبيعوا أسلحة لأي دولة أجنبية، إلا مقابل عملة صعبة ، قال هتلر عن اللقاء السعودي الألماني الأول:
وفي عام 1938، أرسل الملك عبدالعزيز الشيخ فؤاد حمزة، وزير الدولة للشؤون الخارجية السعودية، بزيارة إلى ألمانيا، أدت إلى إقناع المسؤولين الألمان بأن يكون جروبا، ممثل ألمانيا في بغداد، هو المسؤول عن رعاية المصالح الألمانية في السعودية. وبعد موافقة الحكومة الألمانية على ذلك، قام جروبا بزيارة الملك عبدالعزيز، واجتمع بعدد من الشخصيات السعودية، ثم بعث بتقرير إلى حكومته، ضمنه آراءه وتقويمه لمكانة الملك عبدالعزيز السياسية. وقد أورد جروبا في تقريره، "أن التصور العام، خاصة عند العرب، بأن ابن سعود صديق لإنجلترا، وأداة بيدها، هو تصور خاطئ". كما أن جروبا، طلب من حكومته الإسراع في تلبية حاجات ابن سعود، على أن يتم ذلك بصورة سرية.
وقد استجابت الحكومة الألمانية طلب جروبا. ووعدت بتقديم بعض المعدات العسكرية إلى الملك عبدالعزيز، وهي 8 آلاف بندقية، و8 ملايين طلقة، وبناء مصنع صغير للطلقات في السعودية ، إلا أن قيام الحرب العالمية الثانية، في 1 سبتمبر 1939، حال دون إرسال تلك المعدات، خاصة أن الإنجليز، كانوا يسيطرون على معابر البحر الأحمر والخليج العربي.
وخلال فترة الحرب العالمية الثانية (1939 ـ 1945)، اتخذ الملك عبدالعزيز جانب الحياد بين الحلفاء و دول المحور، لكي يجنّب بلاده ويلات الحرب وشرورها. ولكنه، بعد تأكد خطر النيات النازية على السلام العالمي و بعد توصله إلى عقد إتفاقية مع الرئيس الأمريكي فرانكلين روزفلت، أعلن الحرب على ألمانيا ،وذلك في 15 ربيع الأول 1364هـ/ أول مارس 1945م  وبذلك، ضمنت المملكة العربية السعودية تأييد الحلفاء وشكرهم، مما أدى إلى دعوة المملكة العربية السعودية، لتكون من الدول المؤسسة لهيئة الأمم المتحدة. وقد أصبحت العلاقات بين ألمانيا والمملكة العربية السعودية، مقطوعة، حتى سنة 1957م.

### معاهدة الصداقة
نشأت العلاقات رسميا بين مملكة الحجاز و نجد و ملحقاتها و الرايخ الألماني منذ عام 1929م عندما وقع الملك عبد العزيز اتفاقية الصداقة مع ألمانيا و التي كانت محتواها:
معاهدة صداقة،
بين مملكة الحجاز ونجد وملحقاتها
وبين الرايخ الألماني
الحمد لله وحده والصلاة والسلام على من لانبي بعده.
نحن عبدالعزيز بن عبدالرحمن الفيصل آل سعود، ملك الحجاز ونجد وملحقاتها.
بما أنه قد عقدت بيننا وبين فخامة رئيس الريخ الألماني معاهدة صداقة لأجل تأسيس العلاقات الودية بين بلادينا، ووقعها مندوبان مفوضان من قبلنا ومندوب مفوض من قبل فخامته وكلهم حائزون للصلاحية التامة والمتقابلة:
وذلك في مدينة القاهرة في اليوم السادس عشر من شهر ذي القعدة سنة ألف وثلاثمائة وسبع وأربعين هجرية الموافق لليوم للسادس والعشرين من شهر أبريل 1929 وهي مدرجة فيما يلي:
معاهدة صداقة بين مملكة الحجاز ونجد وملحقاتها وبين الريخ الألماني
إن جلالة ملك الحجاز ونجد وملحقاتها، وفخامة رئيس الريخ الألماني، رغبة منهما في تأسيس روابط الصداقة بين الدولتين وتوثيق عراها واعتقاداً بأن إنشاء العلاقات بين الدولتين يخدم نمو الشعبين ويساعد على رفاهيتهما، فقد قررا عقد معاهدة صداقة، ولهذا الغرض:
عين من لدن جلالة ملك الحجاز ونجد وملحقاتها: الشيخ حافظ وهبة مستشار جلالته. والشيخ فوزان السابق معتمد جلالته في مصر
ومن لدن فخامة رئيس الريخ الألماني: الهر فون شتورر، المندوب فوق العادة والوزير المفوض للريخ الألماني، في مصر مندوبين مفوضين عنهما.
وقد اتفقوا بعد تقديم أوراق اعتمادهم والتثبت من صحتها على المواد الآتية:
المادة الأولى
يسود بين مملكة الحجاز ونجد وملحقاتها والريخ الألماني وبين رعايا كلتا الدولتين سلام لا يمس وصداقة خالصة دائمة.
المادة الثانية
لما كان في نية الدولتين المتعاهدتين انشاء العلاقات السياسة والقنصلية بينهما في الوقت المناسب، فقد اتفقتا على أن يتمتع الممثلون السياسيون والقنصليون لكل منهما في بلاد الدولة الأخرى بالمعاملة التي قررتها مبادئ القانون الدولي العامة بشرط أن تكون هذه المعاملة متبادلة.
المادة الثالثة
يقبل رعايا كل من الدولتين المتعاهدتين في بلاد الدول الأخرى وفاقاً لمبادئ القانون الدولي العام وطبقاً لمقتضياته المرعية، ويتمتعون فيما يتعلق بأشخاصهم وأملاكهم بنفس المعاملة التي يتمتع بها رعايا الدولة الأكثر رعاية. كذلك تعامل سفن كل من الدولتين المتعاهدتين وشحناتها في موانئ الدولة الأخرى بنفس المعاملة التي تتمتع بها سفن الدولة الأكثر رعاية وشحناتها من كل وجه.
المادة الرابعة
يعامل ما يدخل من حاصلات أرض كل من الدولتين المتعاهدتين ومصنوعاتها في بلاد الدولة الأخرى بقصد استهلاكه أو إعادة تصديره أو مروره منها، بنفس المعاملة التي تتمتع بها حاصلات أرض الدولة الأكثر رعاية ومصنوعاتها التي من نوعها.
المادة الخامسة
هذه المعاهدة مدونة من نسختين أصليتين بالعربية والألمانية وللنصين قيمة واحدة وتبرم المعاهدة ويكون تبادل وثائقها المبرمة في القاهرة بأقرب وقت، ثم تصير المعاهدة نافذة المفعول بمجرد تبادل الوثائق المبرمة.
وإثباتاً لما تقدم قد وقع مندوبو الفريقين المفوضون على هذه المعاهدة وبصموها بأختامهم.
القاهرة، في 16 ذي القعدة 1347هـ، الموافق 26 أبريل 1929.
               (التوقيع)                 حافظ وهبة              (محل الختم)
               (التوقيع)                 فوزان السابق           (محل الختم)
               (التوقيع)                 فون  شتورر           (محل الختم)
وفي عام 1938م عين الدكتور جروبا السفير الألماني في بغداد أول ممثل لالمانيا غير مقيم في المملكة، وبعد أن استعادت جمهورية ألمانيا الاتحادية سيادتها بعد الحرب العالمية الثانية قررت السعودية إعادة العلاقات وكان ذلك في عام 1954م. حيث أن العلاقة بين البلدين قد قطعت في 1964م بناءاً على توصية من جامعة الدول العربية نظراً لقرار ألمانيا بتبادل التمثيل الدبلوماسي مع إسرائيل، وفي 21 شعبان 1393هـ الموافق 18 سبتمبر 1973م أعيد العلاقات بين البلدين.

## الحوار السياسي
يوجد بين المملكة العربية السعودية وألمانيا الاتحادية حوار سياسي جيد كانت أهم مظاهره الزيارات المتبادلة عالية المستوى، التي قام بها كبار المسئولين في البلدين، ومن أبرز مظاهر الاتصال بينهم هو توقيع إتفاقية التعاون بين مجلس التعاون الخليجي ومجموعة الدول الأوروبية في 15يونيو 1988م، أي خلال الفترة التي كانت تتسلم ألمانيا فيها  المجموعة الأوروبية وتتسلم المملكة العربية السعودية رئاسة مجلس التعاون.

## الزيارات رسمية
1959م: قام الملك سعود بزيارة لألمانيا.
1978م : زار الملك فهد بن عبدالعزيز عندما كان ولياً للعهد جمهورية ألمانيا الاتحادية وكانت الزيارة في الفترة ما بين 21-23 يونيو.
1976م: كان هناك زيارة رسمية للمستشار الألماني هلومت شميدت للمملكة.
1980م : كان للملك خالد بن عبدالعزيز زيارة إلى العاصمة الألمانية برلين.
1985م: زيارة المستشار الألماني هلموت كول للمملكة العربية السعودية.
2003م: كما زار المستشار الألماني غيرهارد شرودو السعودية.
2007م:أيضاً زارت المستشارة الدكتورة أنغيلا ميركل المملكة بصورة رسمية، وكان للملك عبدالله زيارة رسمية إلى ألمانيا في ذات العام.
2010م: تكررت زيارة المستشارة الألمانية أنغيلا ميركل للمملكة.
2015م:قام الملك سلمان على هامش اجتماعات قمة العشرين ببحث العلاقات الثنائية مع المستشارة ميركل.
2017م :  قامت أنغيلا ميركل مستشارة ألمانيا الاتحادية بزيارة  رسمية للمملكة.

## الاتفاقيات المشتركة
- اتفاقية التعاون في مجال التدريب المهني في 1975م.
- مذكرة تفاهم حول التعاون الاقتصادي والصناعي في عام 1977م.
- اتفاقية ضمان قانوني خاصة بتوظيف رأس المال الخاص في 1979م.
- اتفاقية تعاون في مجالات البحث العلمي والتطور التكنولوجي 1980م.
- اتفاقية بين جامعة الملك عبد العزيز بالرياض وجامعة آخن الألمانية.
- اتفاقية بين جامعة الملك سعود بالرياض وجامعة شتوتجارت الألمانية.
- اتفاقية بين جامعة البترول والمعادن بالظهران وجامعة ايرلنجن الألمانية.
- اتفاقية بين جامعة الملك سعود بالرياض وجامعة باسو.
- اتفاقية ثقافية تم توقيعها بالرياض في 1987م.[7]
- اتفاقيات لتفادي الازدواج الضريبي .
- اتفاقية النقل البحري.
- اتفاقية تشجيع وحماية الاستثمارات بين البلدين في 1998م.
- اتفاقية تشجيع الحماية المتبادلة لاستثمارات رؤوس الأموال بين المملكة العربية السعودية وجمهورية ألمانيا الاتحادية.
- وفي عهد الملك عبدالله في 2007م تم توقيع عدة اتفاقيات منها اتفاقية تعاون مجال مكافحة الإرهاب والجريمة المنظمة والاتجار غير المشروع بالمخدرات والمؤثرات العقلية وتهريبها.
- اتفاقية الزدواج الضريبي بالنسبة للضرائب على الدخل ورأسمال مؤسسات النقل الجوي وعلى تعويضات العاملين في هذه المؤسسات .[8]

## العلاقات الاقتصادية
تتمثل أهمية العلاقات الاقتصادية بين المملكة العربية السعودية  وألمانيا كون المملكة أحد أكبر منتجي النفط في العالم، وأن لديها احتياطي نفطي ضخم واقتصاد تنموي يهتم بالحصول على التكنولوجيا المتقدمة، ولكونها سوق استهلاكي لا يستهان به.
وتجدر الإشارة إلى أن كافة جوانب التعاون الاقتصادي بين المملكة وألمانيا تُبحث بشكل منتظم من خلال اجتماعات اللجنة الاقتصادية السعودية - الألمانية المشتركة التي تأسست في أغسطس 1989م، ويرأسها من الجانب السعودي وزير المالية ومن الجانب الألماني وزير الاقتصاد، وتقعد اللجنة اجتماعات دورية في عاصمتي البلدين وتتمثل مهامها الرئيسية في التالي :
- تشجيع الشركات في القطاعين العام والخاص.
- توسيع فرص التدريب في المؤسسات العامة والخاصة.
- تشجيع التعاون الفني بين المؤسسات المتخصصة في البلدين.[7]

وبلغ حجم التبادل التجاري بين المملكة وألمانيا في 2017م، 1,461 مليون ريال سعودي صادرات بينما وصلت قيمة الواردات إلى 29,497 مليون ريال سعودي .
وأهم السلع المصدرة في 2017م:
- منتجات معدنية.
- لدائن ومصنوعاتها.
- منتجات كيماوية عضوية.
- نحاس ومصنوعاته.

في حين أهم السلع المستوردة في ذات العام:
- آلات وأدوات آلية وأجزاؤها.
- منتجات الصيدلة.
- سيارات وأجزاؤها.
- أجهزة ومعدات كهربائية وأجزاؤها.
- حبوب.[10]

## وصلات خارجية
- السفارة الـسعودية في برلين